# Halticoptera elongatula
Halticoptera elongatula är en stekelart som beskrevs av Graham 1972. Halticoptera elongatula ingår i släktet Halticoptera och familjen puppglanssteklar.
Artens utbredningsområde är:
- Tyskland.
- Sverige.

Arten är reproducerande i Sverige. Inga underarter finns listade i Catalogue of Life.